# Raymond Mommens
Raymond Mommens (27 de desembre de 1958, Lebbeke) és un exfutbolista belga. Jugava d'interior esquerre.

## Selecció de Bèlgica
Va formar part de l'equip belga a la Copa del Món de 1982.